# Marquinho (futebolista, 1986)
Marco Antônio de Mattos Filho, mais conhecido como Marquinho (Passo Fundo, 3 de julho de 1986), é um ex-futebolista brasileiro que atuava como meio-campista.

## Carreira

### Palmeiras
Marquinho iniciou sua carreira no futebol gaúcho. Passou nas categorias de base por diversos clubes até chegar ao Palmeiras. No time alviverde, foi promovido ao elenco principal em 2007 depois de seu empresário ameaçar não renovar o contrato do jogador, pois ele atuava apenas no Palmeiras B, sem oportunidades no plantel principal.
Seu primeiro jogo no time principal foi em 18 de janeiro de 2007, na vitória do Palmeiras sobre o Paulista por 4 a 2. Fez ainda apenas mais um jogo pelo Brasileirão, contra o Goiás.

### Botafogo
Em agosto de 2007, o jogador transferiu-se para o Botafogo. 

### Figueirense
Em 2007, após ser dispensado do clube carioca, acertou com o Figueirense, onde mostrou um bom futebol, mesmo com o time acabando rebaixado. O destaque recebido em sua boa passagem pelo time catarinense atraiu a atenção de grandes clubes do cenário nacional.

### Fluminense
Ao término de seu contrato, se transferiu, no início de 2009, para o Fluminense. Ao final de 2009, após o Fluminense estar quase rebaixado, Marquinho fez o gol de empate contra o Coritiba fora de casa na última rodada, livrando assim o Fluminense de disputar a Série B em 2010 e rebaixando o Coritiba em seu lugar. Marquinho foi fundamental na campanha do título do Campeonato Brasileiro de 2010, sendo muito elogiado pelo técnico Muricy Ramalho, formando uma dupla de meio-campo com o argentino Darío Conca. Em 2011 foi um dos principais jogadores do time, marcando gols decisivos.

### Roma
Em 2012 foi emprestado por seis meses a Roma, sendo recebido pelo craque Francesco Totti e pelo brasileiro Juan. Após se destacar e ter boas atuações reconhecidas pelo técnico Luis Enrique, o clube da capital italiana pagou 300 mil euros pela transferência em definitivo. Ele fez sua estreia no dia 19 de fevereiro, contra o Parma, e marcou seu primeiro gol no dia 1 de abril, em uma vitória de 5–2 contra o Novara. Ele marcou um gol contra a Udinese, no dia 11 de abril de 2012, e mais um contra o Napoli duas semanas depois.
Ele marcou seu primeiro gol da temporada 2012–13 contra a Internazionale, no dia 2 de setembro de 2012, em uma vitória por 3–1. Marcou o segundo gol pela Roma na derrota para o Cagliari por 4–2. Fez mais um gol contra o Napoli na vitória por 2–1 dentro de casa, no dia 19 de maio de 2013.

### Hellas Verona
No dia 31 de janeiro de 2014 acertou sua transferência ao Hellas Verona, também da Itália.

### Al-Ittihad
Em 2 de julho de 2014, o Al-Ittihad anunciou o empréstimo de Marquinho Antoninho por uma temporada junto à Roma, sem informar valores. Ao final da temporada, em 15 de maio de 2015, após o clássico contra o Al-Ahli, Marquinho deixou a Arábia Saudita.

### Udinese
Foi anunciado como novo reforço da Udinese no dia 18 de agosto de 2015, onde acertou por quatro temporadas com o clube.

### Al-Ahli
Já em janeiro de 2016, foi emprestado até o final da temporada para o Al-Ahli.

### Volta ao Fluminense
No dia 14 de julho de 2016, Marquinho foi anunciado como novo reforço do Fluminense para o Campeonato Brasileiro, assinando contrato de 3 anos com o tricolor das laranjeiras. Marquinho vestiu a camisa 7 na volta ao Fluminense na maior parte de sua volta. Acabou não se firmando e no final de 2017 o Fluminense rescindiu seu contrato, não estando nos planos do clube para o próximo ano. Junto dele, outros jogadores tiveram contratos rescindidos, como o goleiro Diego Cavalieri e o zagueiro Henrique.

### Athletico Paranaense
No dia 3 de setembro de 2018, Marquinho acertou a sua ida ao Athletico Paranaense, com o contrato válido até junho de 2019. Marquinho marcou seis gols na passagem pelo clube, e foi eleito o melhor jogador do Campeonato Paranaense de 2019. Após a Conquista do bicampeonato paranaense, Marquinho confirmou que não continuaria no Athletico.

### Vasco da Gama
No dia 13 de junho de 2019, Marquinho acertou a sua ida para o Vasco da Gama, com o contrato válido até dezembro. Sua estreia pelo clube cruzmaltino ocorreu contra o Grêmio, pela 10ª rodada do Campeonato Brasileiro, partida em que o Vasco foi prejudicado pelo VAR e derrotado pelo placar de 2–1.

## Vida pessoal
Seus empresários são Marcio Rivellino e Renato Figueiredo.[carece de fontes?]

## Títulos
Figueirense
- Campeonato Catarinense: 2008

Fluminense
- Campeonato Brasileiro: 2010
- Taça Guanabara: 2017

Athletico Paranaense
- Taça Dirceu Krüger: 2019
- Campeonato Paranaense: 2019

### Categorias de Base
Palmeiras
- Campeão Paulista Sub-20
- Campeão Sul-Americano Sub-20

### Prêmios Individuais
- Troféu Osmar Santos: 2010
- Troféu João Saldanha: 2011
- Seleção Campeonato Paranaense: 2019[19]